# Elektrownia Turów
PGE Górnictwo i Energetyka Konwencjonalna S.A. Oddział Elektrownia Turów – czwarta co do wielkości w Polsce węglowa elektrownia cieplna, kondensacyjna, blokowa z międzystopniowym przegrzewem pary i zamkniętym układem wody chłodzącej, opalana węglem brunatnym. Elektrownia została uruchomiona 28 sierpnia 1962 r. Zakład znajduje się w Bogatyni (powiat zgorzelecki) na styku granic Polski, Czech oraz Niemiec. Jej moc osiągalna wynosi 2029 MW. Roczna produkcja energii elektrycznej w 2021 wyniosła 10,06 TWh oraz 732 tys. GJ energii cieplnej.
Elektrownia Turów pracuje nieprzerwanie od 1962 roku. W 2005 roku zakończono jej modernizację. Dzięki temu jest najnowocześniejszą w Polsce elektrownią opalaną węglem brunatnym. Dysponuje 6 blokami z kotłami fluidalnymi.
W 2020 roku jej udział mocy w systemie energetycznym kraju wyniósł 5%. Paliwo podstawowe – węgiel brunatny dostarczane jest przenośnikami taśmowymi z Kopalni Węgla Brunatnego Turów. Jako paliwo uzupełniające stosuje się od 2009 roku biomasę.
Elektrownia Turów i Kopalnia Turów wchodzą w skład Grupy Kapitałowej PGE. Zatrudnia około 1250 osób.

## Dane techniczne
- moc: 2029 MW (bloki nr 1, 2, 3 – 250 MWe, nr 4, 5, 6 – 261 MWe, nowy blok 11 (7[a]) – 496 MWe)[3]
- roczna produkcja energii elektrycznej: 10,06 TWh (2021)[3]
- 7 bloków energetycznych w eksploatacji
- 5 chłodni kominowych (po 105 metrów)
- 1 komin sześciokanałowy (150 metrów)

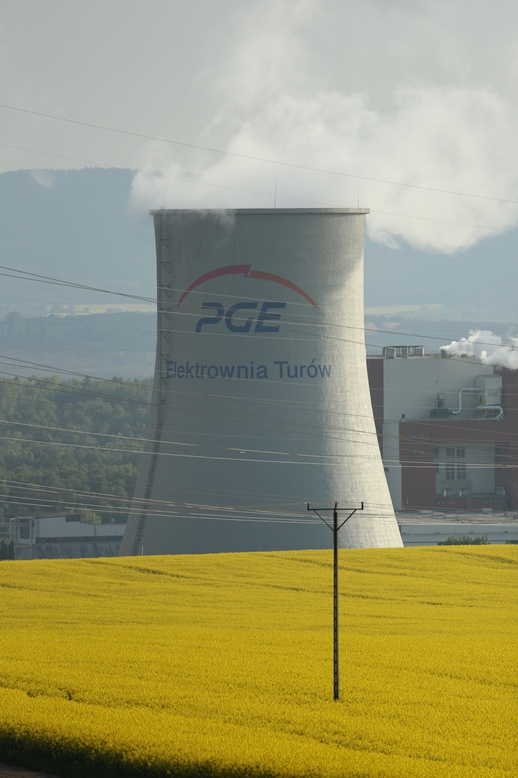
Jedna z 6 chłodni kominowych Elektrowni Turów (wiosna 2014)

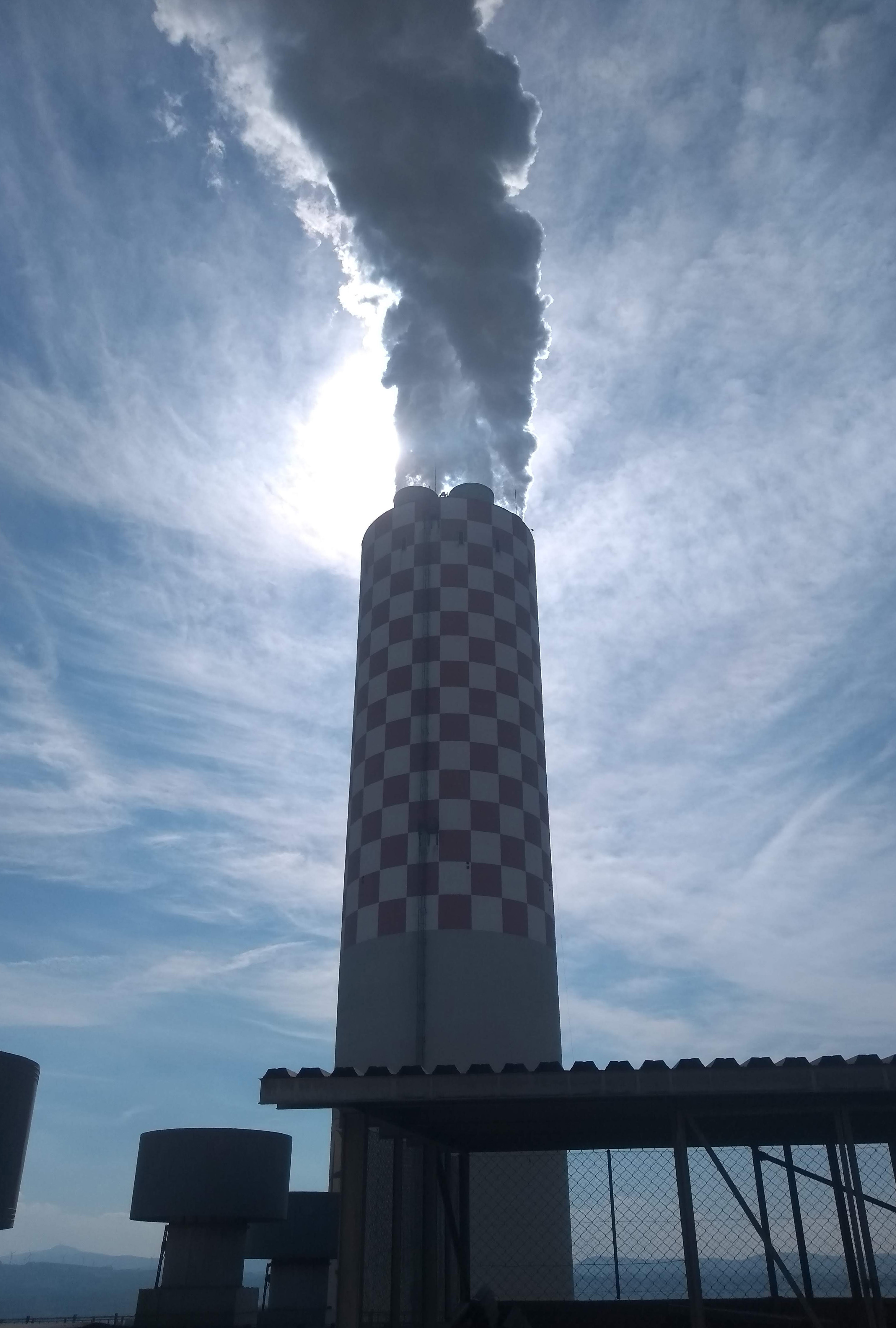
Komin sześciokanałowy Elektrowni Turów (lato 2018)

| Nr bloku | Moc osiągalna [MWe] | Trwały ubytek mocy [MWe] | Napięcie [kV] | Data przekazania do eksploatacji | Data wycofania |
| -------- | ------------------- | ------------------------ | ------------- | -------------------------------- | -------------- |
| 1        | 250                 | –                        | 110           | 1962–1965                        | –              |
| 2        | 250                 | –                        | 220           | 1962-10-31                       | –              |
| 3        | 250                 | –                        | 220           | 1962–1965                        | –              |
| 4        | 261                 | –                        | 220           | 1962–1965                        | –              |
| 5        | 261                 | –                        | 220           | 1962–1965                        | –              |
| 6        | 261                 | –                        | 220/110       | 1962–1965                        | –              |
| 7        | –                   | 206                      | 220           | 1965                             | 2003           |
| 8        | –                   | 206                      | 220           | 1970                             | 2010-10        |
| 9        | –                   | 206                      | 220           | 1971                             | 2012-12-31     |
| 10       | –                   | 206                      | 220           | 1971                             | 2013-12-31     |
| 11 (7)   | 496                 | –                        | 400           | 2021-05-14                       | -              |
| Razem    | 2029                | 824                      | –             | –                                | –              |

## Budowa bloku 11[a]
W czerwcu 2013 roku, PGE ogłosiło drugi przetarg na budowę kolejnego bloku energetycznego w elektrowni, którego termin do składania ofert upłynął 15 października 2013 roku. Pierwszy przetarg został unieważniony 26 marca 2013 roku z powodu przekroczenia przez oferentów zakładanego budżetu inwestycji. Budżet inwestora zakładał wydanie ok. 2,46 mld zł brutto na inwestycje budowy nowego bloku, podczas gdy najtańsza ze zgłoszonych ofert opiewała na sumę 4,72 mld zł brutto (oferta zgłoszona przez Alstom). Utrudnieniem dla inwestycji jest kwestia decyzji środowiskowej, która została zaskarżona, a następnie uchylona przez Samorządowe kolegium odwoławcze w Jeleniej Górze. 
Projekt o wartości około 4 mld zł brutto roku realizowało konsorcjum firm: japońskiej Mitsubishi Hitachi Power Systems Europe GmbH (lider konsorcjum z 55,38 proc. udziałów), polskiej Budimex SA (partner konsorcjum z 22,31 proc. udziałów) oraz hiszpańskiej Técnicas Reunidas SA (22,31 proc. udziałów).

## Wpływ na środowisko
Podobnie jak w wypadku innych elektrowni tego typu, zgodnie z polityką energetyczną Unii Europejskiej wciąż podejmuje się działania mające na celu ograniczenie szkodliwego wpływu elektrowni na środowisko. Po raporcie WWF z 10 maja 2007 Elektrownia Turów została uznana za elektrownię emitującą największe względne (w przeliczeniu na produkcję energii elektrycznej; 1,15 tCO2/MWh) ilości gazów cieplarnianych do atmosfery w Polsce oraz ósmą w Europie. W emisji bezwzględnej (13 mln ton CO2) wyprzedza ją Elektrownia Bełchatów.

## Wypadki i awarie

### Awaria w 1987 roku
W dniu 7 lutego 1987 roku zawaliła się chłodnia kominowa. Do dziś nie ustalono czy przyczyną był błąd konstrukcyjny, złe wykonanie czy warunki atmosferyczne.

### Awaria w 1998 roku
W wigilijną noc 1998 r. w Elektrowni Turów doszło do jednej z największych awarii w polskiej energetyce zawodowej. Prawie całkowitemu zniszczeniu uległ blok energetyczny o mocy 200 MW, uszkodzonych zostało wiele urządzeń sąsiednich jednostek wytwórczych, wyłączono większość generatorów, a w maszynowni wybuchł groźny pożar.
24 grudnia 1998 r. w Elektrowni Turów prowadzono planowe wyłączenie z pracy bloku nr 5. Po obniżeniu mocy turbogeneratora przez zamknięcie dopływu pary do turbiny, obsługa bloku wysłała z elektrowni rozkaz wyłączenia wyłącznika blokowego w stacji wysokiego napięcia Mikułowa. Niestety, wskutek uszkodzenia hydraulicznego układu sterowania tego wyłącznika otworzyły się jedynie styki biegunów dwóch faz, natomiast biegun trzeciej fazy pozostał zamknięty. Mimo niecałkowitego otwarcia wyłącznika do układów automatyki bloku został wysłany błędny sygnał o pełnym, trzyfazowym wyłączeniu. W wyniku połączenia generatora z siecią tylko jedną fazą doszło do jego wypadnięcia z synchronizmu, po czym przeszedł do pracy silnika asynchronicznego zasilanego niepełnofazowo.
Ta ostatnia okoliczność spowodowała silne nagrzewanie stalowego wirnika niewzbudzonego generatora; była także przyczyną pulsacji momentu napędowego wywołującego naprężenia ścinające sprzęgieł między turbiną i wzbudnicą a generatorem. Jednocześnie wskutek termicznego uszkodzenia elementów konstrukcyjnych wirnika generatora doszło do jego mechanicznego zablokowania w stojanie, a w konsekwencji do wyrwania i wyrzucenia części sprzęgła i łożysk poza budynek. Elementy te uszkodziły szynoprzewody i transformator blokowy. W wyniku zniszczenia generatora nastąpił wypływ i zapalenie się wodoru i oleju. Pożar ogarnął cały generator bloku nr 5. Wskutek działania zabezpieczeń elektrycznych w rezultacie celowego zamknięcia zwieracza linii tego bloku zostały wyłączone (prawidłowo) trzy sąsiednie generatory.
Do katastrofy doszło pomimo prawidłowego postępowania personelu eksploatacyjnego i zgodnego z projektem działania układów automatyki i zabezpieczeń. Przyczyną była nieszczelność rurki z hydrolem w układzie napędu wspomnianego wyłącznika wysokiego napięcia. Bezpośrednią zaś przyczyną całkowitego zniszczenia maszynowni bloku było mechaniczne uszkodzenie generatora z powodu pracy niepełnofazowej z asymetrią prądową.
Przyczyny tego zdarzenia badało kilka komisji ekspertów. Poawaryjne wnioski na przyszłość obejmują zalecenia dotyczące głównie układów automatyki i zabezpieczeń, których projektowe rozwiązania okazały się nieskuteczne.

### Awaria w 2012 roku
Do wybuchu i pożaru doszło 24 lipca o godzinie 21:56 w bloku energetycznym nr 1 o wysokości 40 m. Pożar przeniósł się również na blok nr 2 o tej samej wysokości. Podczas pożaru bloki nr 3 i 4 zostały wyłączone, pozostałe wciąż pracowały. Powodem wybuchu był zapłon pyłu węglowego zmieszanego z pyłem z biomasy. Wskutek zdarzenia cztery osoby zostały ranne i zniszczony został m.in. dach jednego z bloków.

## Elektrownia w literaturze
W 2002 roku wydana została książka „Historie z Worka” autorstwa Marka Sznajdera. Opowiada ona o pionierskich latach 50. i 60., gdy powstawała kopalnia i elektrownia Turów.